# Echiniscus nobilis
Echiniscus nobilis är en djurart som tillhör fylumet trögkrypare, och som beskrevs av Mihelcic 1967. Echiniscus nobilis ingår i släktet Echiniscus och familjen Echiniscidae. Inga underarter finns listade i Catalogue of Life.